# Casape
Casape település Olaszországban, Lazio régióban, Róma megyében. Lakosainak száma 638 fő (2023. január 1.). Casape Capranica Prenestina, Poli és San Gregorio da Sassola községekkel határos.

## Népesség
A település népességének változása:
| Lakosok száma | 722  | 699  | 638  |
|               | 2017 | 2018 | 2023 |